# Prêmio Enrico Fermi (Sociedade Italiana de Física)
O Prêmio Enrico Fermi da Sociedade Italiana de Física (SIF) é um prêmio de física concedido desde 2001, denominado em memória de Enrico Fermi. É dotado com 30.000 Euros.
Existe também o Prêmio Enrico Fermi.

## Recipientes
- 2001 Antonino Zichichi
- 2002 Giorgio Parisi
- 2003 Nicola Cabibbo, Raoul Gatto, Luciano Maiani
- 2004 Massimo Inguscio
- 2005 Sergio Ferrara, Gabriele Veneziano, Bruno Zumino
- 2006 Giorgio Careri, Tito Arecchi
- 2007 Milla Baldo Ceolin, Ettore Fiorini, Italo Mannelli
- 2008 Giulio Casati, Luigi Lugiato, Luciano Pietronero
- 2009 Dimitri Nanopoulos, Miguel Ángel Virasoro
- 2010 Enrico Costa, Filippo Frontera e Francesco Iachello
- 2011 Dieter Haidt, Antonino Pullia
- 2012 Roberto Car, Michele Parrinello
- 2013 Pierluigi Campana, Simone Giania, Fabiola Gianotti, Paolo Giubellino, Guido Tonelli
- 2014 Federico Faggin
- 2015 Toshiki Tajima, Diederik Wiersma[1]
- 2016 Barry Barish, Adalberto Giazotto
- 2017 Gianpaolo Bellini, Veniamin Berezinsky, Till Kirsten
- 2018 Federico Capasso, Lev Pitaevskii, Erio Tosatti
- 2019 Marcello Giorgi, Tatsuya Nakada
- 2020 Sandro De Silvestri, Patrizia Tavella, Giovanni Mana